# San Carlos (nouvelle)
Pour les articles homonymes, voir San Carlos.
San Carlos est une nouvelle de jeunesse de Jules Verne, sans doute écrite vers 1856, mais qui ne parut qu'en 1993.

## Résumé
San Carlos et sa bande passent en contrebande des cigares. François Dubois, chef des douaniers, se mêle à la troupe. Malgré tout, les contrebandiers rejoignent la frontière. Surpris par la douane, ils arrivent à passer leur marchandise, grâce à leur bateau truqué.

## Personnages
- San Carlos, chef des contrebandiers espagnols.
- Jacopo, membre de la bande.
- Fernand, membre de la bande.
- Cornedoux, conducteur du bac du lac de Gaube.
- François Dubois, brigadier français pour les douanes. Il se fait passer pour un paysan auprès de San Carlos.
- Urbano, ancien trafiquant.